# ترشک درشت
ترشک درشت (نام علمی: Rumex acetosella) گیاهی است تک جنسی (دوپایه) که برگ، ریشه و دانه آن برای درمان بیماری‌ها مورد استفاده قرار می‌گیرد.

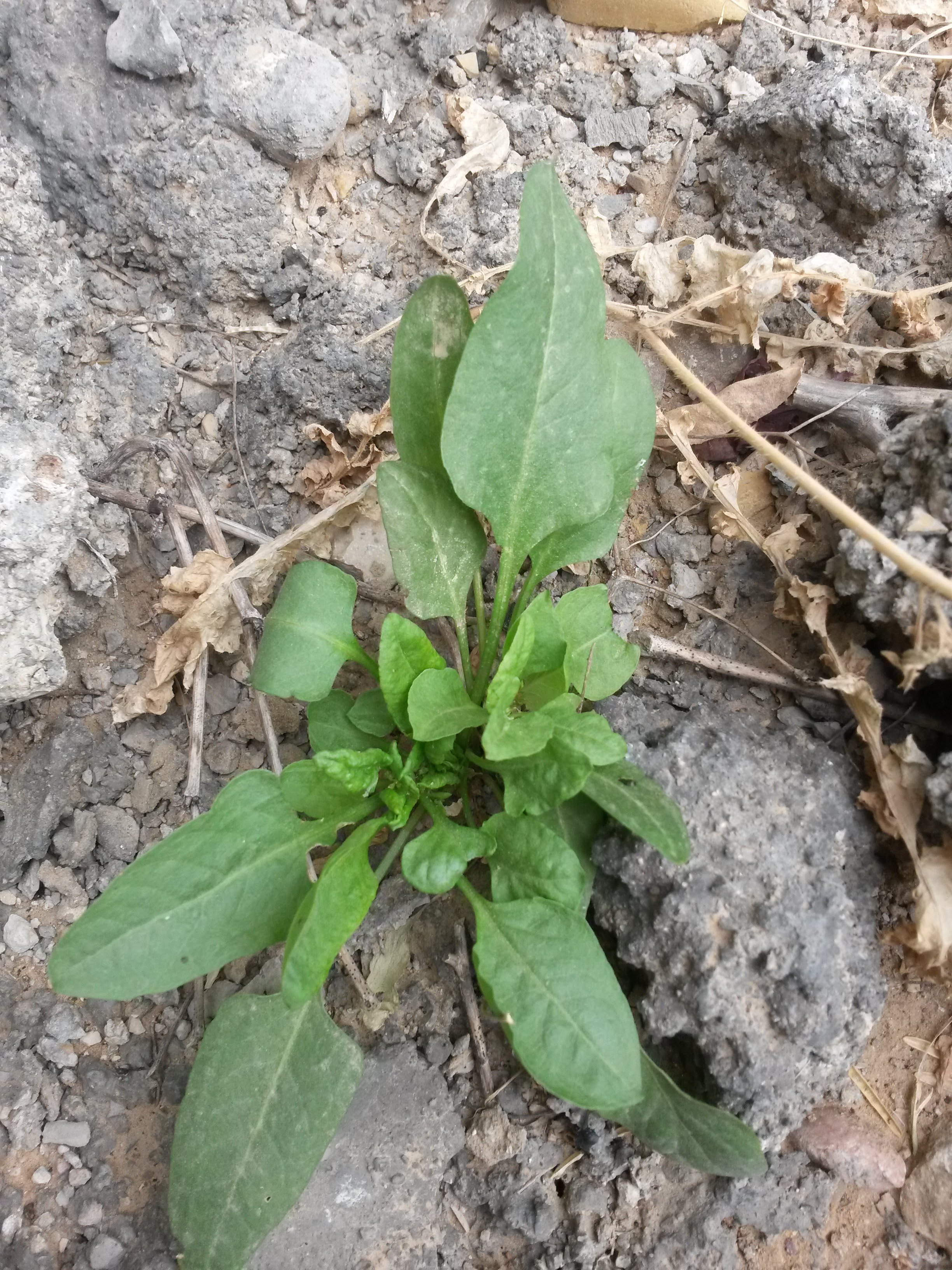
گیاه ترشک که در منطقه آبپخش می‌روید